# Sabine Berg
Pour les articles homonymes, voir Berg.
Sabine Berg, née le 28 juillet 1990 à Gera , est une patineuse de vitesse allemande.

## Palmarès

### Championnat du monde
- Médaille d'or en 20 000 m en 2009 (route)
- Médaille d'or en 5 000 m par équipes en 2009 (route)
- Médaille d'or en marathon en 2009 (route)

### Championnats d'Europe
- Médaille d'or en 10 000 m à points en 2008 (route)
- Médaille d'or en 3 000 m par équipes en 2008 (route)
- Médaille d'or en marathon en 2008 (route)
- Médaille d'or en 15 000 m en 2009 (route)
- Médaille d'or en marathon en 2009 (route)
- Médaille d'or en 1 000 m en 2009 (piste)
- Médaille d'or 3 000 m par équipes en 2009 (piste)
- Médaille d'or 3 000 m par équipes en 2010 (piste)
- Médaille d'or en 15 000 m en 2010 (route)
- Médaille d'or en marathon en 2010 (route)
- Médaille d'or 3 000 m par équipes en 2011 (piste)
- Médaille d'or en 15 000 m en 2011 (route)
- Médaille d'or en 500 m sprint en 2011 (route)
- Médaille d'or 3 000 m par équipes en 2014 (piste)
- Médaille d'or en 5 000 m par équipes en 2014 (route)

### Autres compétitions
- Vainqueur du Marathon de Berlin en 2011 et 2012.